# 岑用賓
岑用賓（1523年—1571年），字允穆，號小谷，廣東順德縣（今廣東省佛山市順德縣）葛㟁人，明朝政治人物。嘉靖己未進士，官至浙江紹興府知府。

## 生平
嘉靖二十八年（1549年）己酉科廣東鄉試第十一名舉人，嘉靖三十八年（1559年）中式己未科會試第一百六十八名，登第三甲第八十八名進士。初官衢州府推官，母喪服闕，補池州府。授南京戶科給事中，多有論疏，曾彈劾福建巡撫汪道昆，言辭激烈。。隆慶元年（1567年），又與御史尹校彈劾高拱等被責。受高拱排挤，隆庆四年（1570年），出任绍兴府知府，再谪陝西宜川县丞，卒。。著有《小谷集》

## 著作
有《小谷集》。

## 家族
曾祖岑文凱，曾任壽官；祖父岑梓，曾任壽官贈 禮部員外郎；父岑萬，曾任左布政使。母羅氏（封宜人）。具庆下。弟用寅、用中、用鳴、用安、用守、用誠、用揚、用敏、用操、用階、用推、用充、用撝。